# Michał Nowicki (lekarz)
Michał Nowicki – polski lekarz, profesor nauk medycznych, pracownik naukowy i dyrektor Instytutu Biostrukturalnych Podstaw Nauk Medycznych Wydziału Medycznego Uniwersytetu Medycznego im. Karola Marcinkowskiego w Poznaniu.

## Życiorys
10 października 2001 obronił pracę doktorską Występowanie substancji P w komórkach krwiotwórczych w chorobach rozrostowych szpiku u dzieci, 27 czerwca 2007 habilitował się na podstawie pracy zatytułowanej Immunohistochemiczne i molekularne aspekty oceny komórek prawidłowych i nowotworowych w szpiku kostnym w przebiegu wybranych chorób nowotworowych u dzieci. 21 grudnia 2012 uzyskał tytuł profesora nauk medycznych. Został zatrudniony na stanowisku profesora nadzwyczajnego w Katedrze i Zakładzie Histologii i Embriologii na II Wydziale Lekarskim Uniwersytecie Medyczny im. Karola Marcinkowskiego w Poznaniu.
Jest profesorem i dyrektorem w Instytucie Biostrukturalnych Podstaw Nauk Medycznych na Wydziale Medycznym Uniwersytetu Medycznego im. Karola Marcinkowskiego w Poznaniu, prorektorem ds. nauki i współpracy z zagranicą Uniwersytetu Medycznego im. Karola Marcinkowskiego w Poznaniu, kierownikiem Katedry i Zakładu Histologii i Embriologii na Wydziale Medycznym Uniwersytetu Medycznego im. Karola Marcinkowskiego w Poznaniu i członkiem Komisji Nauk Medycznych Oddziału Polskiej Akademii Nauk w Poznaniu oraz Komisji do spraw Innowacyjności i Współpracy z Gospodarką Konferencji Rektorów Akademickich Szkół Polskich.
Był członkiem Komitetu Cytobiologii PAN, wiceprezesem Polskiego Towarzystwa Histochemików i Cytochemików, a także prodziekanem na II Wydziale Lekarskim Uniwersytetu Medycznego im. Karola Marcinkowskiego w Poznaniu.